# Buddy Daddies
Buddy Daddies ist eine Anime-Fernsehserie des japanischen Animationsstudios P.A. Works aus dem Jahr 2023. Die Action-Komödie um zwei Auftragskiller und ein von ihnen aufgenommenes Mädchen wurde auch international per Streaming veröffentlicht.

## Inhalt
Kazuki Kurusu (来栖一騎) und Rei Suwa (諏訪零) sind Attentäter, die unter einem Dach leben und gemeinsam Aufträge annehmen und durchführen. Während Kazuki für Kommunikation und Ablenkungsmanöver zuständig ist, kümmert sich Rei als Meisterschütze um den Kampf. Beim Auftrag zur Ermordung des Bosses eines Menschenhandelrings läuft den beiden die vierjährige Miri Unasaka (海坂ミリ) über den Weg und mitten in den Auftrag hinein. Sie ist die leibliche Tochter des Mordopfers und wurde von ihrer Mutter zu ihm gesandt, sodass sie nach erfolgreicher Tat nun bei Kazuki und Rei gelandet ist. Miri nimmt die beiden sofort als ihre Väter an, da sie ihren leiblichen Vater nie kennengelernt hat. Für die beiden jungen Männer ist das Mädchen ein Problem – auch wenn Kazuki sich erkennbar gern um sie kümmert. Doch da sie bei den Aufträgen ein Hindernis ist, soll sie so schnell wie möglich zu ihrer Mutter zurück. Als die gefunden ist, stellt sie sich als Prostituierte mit gewalttätigem Freund heraus. Kazuki will Miri nicht bei ihr lassen. So bleibt das Mädchen bei den beiden Attentätern, die ihr Leben nun auch nach dem „gemeinsamen“ Kind ausrichten müssen. Mit der Zeit taut auch der eher gefühlskalte Rei auf und sorgt sich um Miri.

## Produktion und Veröffentlichung
Der Anime entstand beim Studio P.A. Works unter der Regie von Yoshiyuki Asai. Das Drehbuch schrieben Vio Shimokura von Nitroplus und Yūko Kakihara. Die künstlerische Leitung lag bei Miho Sugiura, für den Ton war Yasumasa Koyama verantwortlich und das Charakterdesign stammt von Sōichirou Sako und Katsumi Enami. Für die Kameraführung war Terayauki Kawase verantwortlich. 
Die Serie wurde am 22. Oktober 2022 angekündigt und die Erstausstrahlung lief vom 7. Januar bis zum 1. April 2023 auf Tokyo MX, GYT, Gunma TV, BS11, ABC und Mētele. Die Plattform Crunchyroll veröffentlichte die Serie zur gleichen Zeit international per Streaming, unter anderem mit deutschen und englischen Untertiteln sowie mit englischer Synchronfassung.

### Synchronisation
| Rolle         | japanischer Sprecher (Seiyū) |
| ------------- | ---------------------------- |
| Kazuki Kurusu | Toshiyuki Toyonaga           |
| Rei Suwa      | Koki Uchiyama                |
| Miri Unasaka  | Hina Kino                    |
| Kyūtarō Kugi  | Toshiyuki Morikawa           |
| Anna Hanyu    | Haruka Terui                 |
| Yuzuko Kurusu | Shizuka Itō                  |

### Musik
Die Musik der Serie komponierte Katsutoshi Kitagawa. Das Vorspannlied ist Shock! von Ayase und der Abspann ist unterlegt mit My Plan von Shinta und yacco.